# Jesko Vogel
Jesko Vogel (* 23. April 1974 in Karl-Marx-Stadt; † 15. September 2021 in Chemnitz) war ein deutscher Politiker (SPD, Freie Wähler). Er war von 2015 bis zu seinem Tod Oberbürgermeister der Großen Kreisstadt Limbach-Oberfrohna in Sachsen.

## Leben
Vogel wurde in Rabenstein geboren. Nach einem Studium der Politikwissenschaften und Geschichte promovierte er in Sächsischer Landesgeschichte. Er war bis zu seiner Wahl als Bürgermeister Projektleiter im Regionalmanagement bei einer Beratungs- und Projektmanagementfirma in Chemnitz.
Er verstarb im September 2021 unerwartet an einer chronischen Krankheit in einem Chemnitzer Krankenhaus. Vogel war verheiratet und hatte zwei Kinder.

## Politik
Vogel war ursprünglich Mitglied der SPD; 2009 wurde er für die SPD in den Stadtrat von Limbach-Oberfrohna gewählt. Zur Landtagswahl in Sachsen 2009 trat er im Wahlkreis Chemnitzer Land 2 für die SPD an und erhielt 12,7 % der Stimmen. 2013 gründete er die Freien Wähler in Limbach-Oberfrohna, die ein Jahr später mit 21 % in den Stadtrat einzogen. Vogel selbst war Fraktionsvorsitzender. Er wurde 2015 als Bürgermeisterkandidat der Freien Wähler nominiert und bei der Wahl am 7. Juni 2015 mit 51,8 % der Stimmen gewählt. Er kündigte an, 2022 eine Wiederwahl anzustreben. Sein Nachfolger wurde sein Parteikollege Gerd Härtig.